# Mike Wazowski
Michael "Mike" Wazowski es un personaje de ficción que aparece en las película de Disney y Pixar Monsters, Inc., su precuela Monsters University, y la serie Monsters at Work.
Es el amigo de Sulley, su compañero de piso, su asistente en Monsters, Inc., y posteriormente su co-presidente en la empresa tras los eventos en la película.

## Apariciones

### Monsters, Inc.
A poco tiempo de ayudar a su amigo y compañero de piso Sulley a romper el récord de sustos, Mike decide invitar su novia a cenar. Al final de cada día Wazowski debía ordenar el papeleo que resultó de cada día asustando, sin embargo, esa noche lo olvidó, y, al tener un compromiso, solicita a Sully que ordene el papeleo. James P. Sullivan regresa por el papeleo de Mike y se encuentra una puerta aún en la estación. Entra a la habitación y sale sin darse cuenta de que trae con él una pequeña niña humana. 
Al percatarse de su presencia entra en pánico y termina por correr hacia Mike, que se encontraba cenando con Celia.
La sorpresa de Mike fue acompañada por un regaño. En algún momento gritos de pánico se escucharon por todo el restaurante: la niña había escapado de Sulley y ahora todos la estaban viendo.
Pronto llegan los elementos de seguridad biológica a buscar a la niña (considerada tóxica), sin embargo Mike y Sullivan se las arreglan para salir de ahí.
El intento de regresar a Boo (así es como Sulley le llama a la humana) no solo se ve frustrado, descubren que la puerta en la estación era parte de un plan entre el dueño de la compañía y Randall Boggs para salvar a la decadente compañía. Planeaban robar a los niños del mundo humano para extraer sus gritos con una máquina llamada la “Aspiradora de gritos” (Mike casi sufre de tal suerte de no ser que Sullivan pudo rescatarlo).
Mike y Sulley son expulsados a con el Hombre de las Nieves. Se gesta un grave conflicto entre los dos amigos: Mike se siente reemplazado por Boo. 
Después de todas las quejas de Mike, Sulley decide ir a una villa cercana a buscar una puerta y regresar al mundo de los monstruos. 
Ya en su mundo, Sulley comienza una batalla con Randall, la cual habría terminado en su asfixia de no ser por la aparición de Mike, que entiende que Sulley no lo está reemplazando.
Wazowski elabora un plan para captar en video y audio las intenciones del Señor Watternoose, dueño de la compañía. Ya en la habitación de práctica de la compañía Sulley hace confesar a su jefe su plan de hurto infantil. Del otro lado, mirando las pantallas y oyendo las palabras, se encontraban Mike y un grupo de la Agencia de Detección de Niños. 
Al son de “Simulacro terminado” el señor Watternoose cae en cuenta que sus intenciones han sido frustradas.   
No solo se revela el crimen en que estaba a punto de incurrir el titular de Monsters Inc, se descubre también que Roz, la encargada del papeleo de la empresa, era la Directora de la ADN y ya tenía tiempo sospechando de las malas prácticas del señor Watternoose. 
El final de ese día concluye con Boo regresando a casa con la posterior destruction de su puerta y el arresto de los involucrados en el plan de Randall y el Señor Watternoose: 
Tras salir de la planta de sustos, Mike y Sulley se dan cuenta de que han acabado con su empresa como la conocen. 
“Pero las risas no faltaron” fue la frase de Mike que inspiró la idea que revolucionaría la industria eléctrica y pondría fin para siempre a la crisis energética que enfrentaba Monstruópolis. 
Sulley hace que la empresa cambie de giro, ahora no asustan, hacen reír a los niños, trabajo en el cual Mike tiene mucho éxito.
Compaginando su trabajo como comediante y reparador de puertas, logra reconstruir la puerta de Boo, permitiendo que Sulley la vea una vez más.

### Monsters University
Cuando era pequeño, normalmente cuando su clase iba de de excursión él se quedaba solo y debía ir con la profesora. Cuando un día visitan Monsters Inc, Mike ve a un asustador, por lo que decide seguirlo escondido hasta  la habitación de una niña pequeña, que grita al ser asustada por el monstruo. Es entonces cuando Mike descubre que quiere convertirse en asustador acudiendo a Monsters University
Por su gran desempeño, Mike logra ingresar. Su compañero de cuarto es Randy Boggs. En ese entonces, eran mejores amigos. Con gran entusiasmo asiste a las clases y desarrolla una rivalidad con Sulley, ya que este se creía mejor asustador que él. A diferencia de Sulley, Mike era estudioso, y no venía de una familia que le diera reconocimiento.
El Profesor de Sustología Knight reconoce a Mike como un buen estudiante, logrando superar a Sulley, pero ambos fallan el examen final  de sustos en una pelea. La decana Hardscrabble los saca del Programa de Sustos a ambos y a él en particular, porque no daba miedo. Con pocas esperanzas, se une con Sulley a Oozma Kappa, la única fraternidad que los aceptaban. Logran uniéndose, llegar a enfrentarse contra Roar Omega Roar, la fraternidad de mejores asustadores y antigua casa de Sulley antes de ser echado, en las Sustolimpiadas de la Universidad. Aunque finalmente Mike logra darles la victoria, descubre pronto que en realidad Sulley había hecho trampa modificando el muñeco de sustos para poder ganar. Enojado, Mike decide ir al mundo humano para demostrarse a sí mismo que podía asustar, pero todo sale mal, y luego de que su amigo fuera por él, juntos vuelven al mundo de los monstruos, siendo echados por desobedecer órdenes y hacer trampa en las Sustolimpiadas. Sin embargo, la decana Hardscrabble les desea a él y a Sulley la mejor de las suertes. Al final, encontraron empleo en Monsters, Inc. como mensajeros junto a Sulley ascendiendo juntos cargo tras cargo y así se dan los acontecimientos de la primera película.

### Monsters at Work
Mike y Sully son ahora los dueños de la empresa Monsters Inc., después de que Waternoose fuese detenido, ahora Mike tendra que enseñar a hacer chistes y gracietas a los demás monstruos en el club de la comedia.
- Datos: Q2907795
- Multimedia: Mike Wazowski / Q2907795